# Подорваново (Тверская область)
Подорваново — деревня в Оленинском муниципальном округе Тверской области России. До 2019 года входила в состав ныне упразднённого Гусевского сельского поселения.

## География
Деревня находится в юго-западной части Тверской области, в зоне хвойно-широколиственных лесов, на правом берегу реки Кобыльни, к востоку от автодороги 28Н-0118, на расстоянии примерно 24 километров (по прямой) к югу от Оленина, административного центра округа. Абсолютная высота — 239 метров над уровнем моря.

### Часовой пояс
Деревня Подорваново, как и вся Тверская область, находится в часовой зоне МСК (московское время). Смещение применяемого времени относительно UTC составляет +3:00.

## Население
| 2010 |
| ---- |
| 1    |